# Croix du combattant de l’Europe

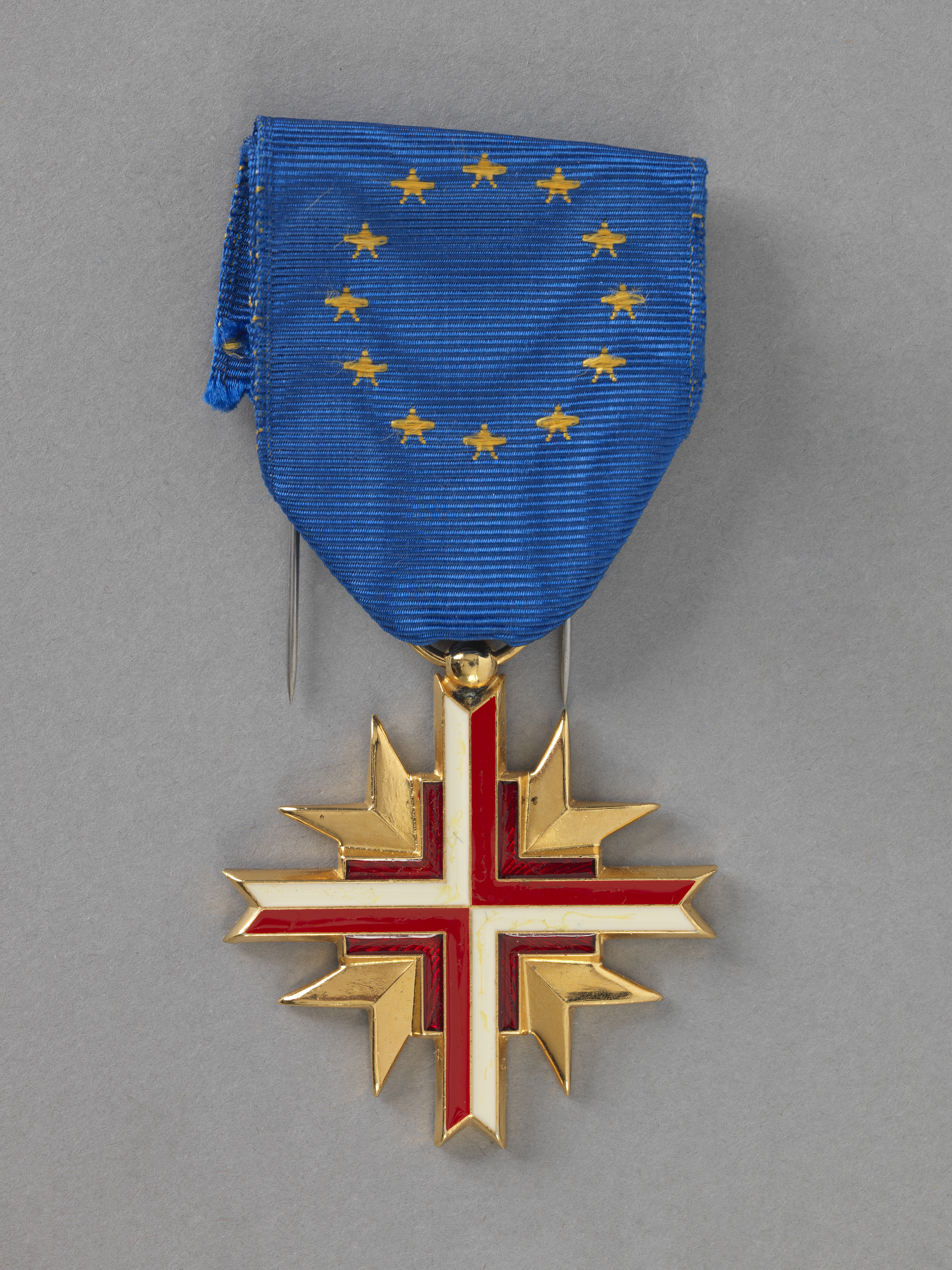
Croix du combattant de l’Europe

Das Croix du combattant de l’Europe („Europakreuz“) ist eine europäische Auszeichnung, welche von der Confédération Européenne des Anciens Combattants (CEAC) verliehen wird. Die CEAC gilt mit mehr als 6 Millionen Mitgliedern aus 11 Nationen als größte private und gesamteuropäische Veteranen- und Reservistengemeinschaft.
Mit der Auszeichnung sollen „die persönlichen Verdienste um die Versöhnung der ehemaligen Kriegsgegner und Kriegsopfer, um die Freundschaft der Jugend und das Streben, ein geeintes Europa der sozialen Gerechtigkeit in Frieden und Freiheit für die Zukunft zu schaffen“, ihre Anerkennung finden. Die Berichterstattung betont regelmäßig, dass es sich um eine hohe Auszeichnung für die Völkerverständigung handelt.
Vorschläge und Empfehlungen zur Verleihung werden in der Bundesrepublik Deutschland durch den Verband der Reservisten der Deutschen Bundeswehr e.V. gesammelt und im weiteren Verlauf an das Deutsche Komitee der Confédération Européenne des Anciens Combattants weitergeleitet.

## Aussehen und Bedeutung

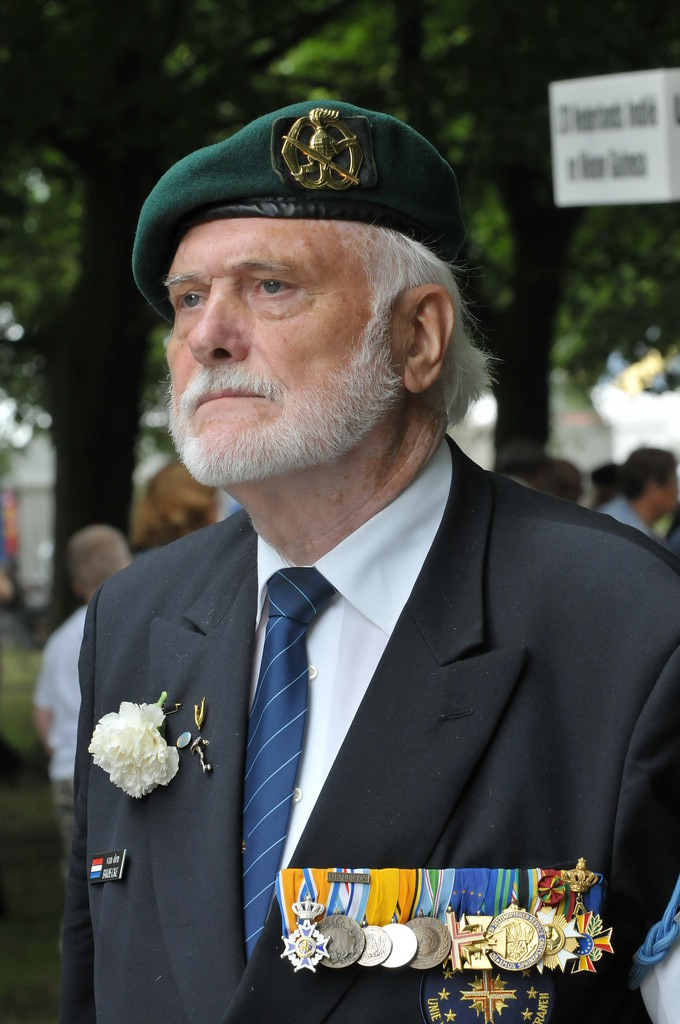
Ein Träger der Auszeichnung am Veteranentag im Jahr 2009 in Den Haag. Die sechste Auszeichnung von links.

Das symbolträchtige Croix du combattant de l’Europe besteht aus drei übereinanderliegenden Kreuzen, welche an die verschiedenen Nationen und deren europäische Einheit erinnern soll. Das Abzeichen besteht aus drei Farben, wobei jede Farbe eine eigene Bedeutung verkörpert:
- Die weiße Farbe steht für den Frieden,
- die rote Farbe steht für das vergossene Blut der Menschenopfer,
- und die goldene Farbe symbolisiert den unsterblichen Ruhm all derer, die ehrenhaft für diesen Frieden gekämpft haben.

Das Abzeichen wird von einem blauen Band gehalten, welches mit 12 goldenen Sternen bestickt ist.

## Bekannte Träger der Auszeichnung
- Dieter Fischer (* 1942), deutscher Berufssoldat und Politiker
- Rainer Haas (* 1956), deutscher Jurist und Landrat a. D. des Landkreises Ludwigsburg
- Jörg Christian Steiner (1965–2025), österreichischer Publizist
- Thomas Eberth (* 1975), deutscher Kommunalpolitiker und Landrat des Landkreises Würzburg
- Erhard Vrana (* 1977), österreichischer Kommunalpolitiker und Milizsoldat
- Klaus Reinhardt (1941–2021), deutscher General a. D. des Heeres der Bundeswehr
- Lothar Wyrtki (1928–2011), deutscher Bürgermeister a. D. der hessischen Stadt Herbstein
- Heinrich Meuffels (1927–2015), deutscher Politiker und Parteifunktionär
- Karl Ludwig Erwin Hasenzahl (1914–2008), deutscher Kommunalpolitiker
- Jürgen Kämpgen (1940–2017), deutscher Kommunal- und Landespolitiker
- Rudolf Pohl (1924–2021), deutscher Prälat, Kirchenmusiker und Domkapellmeister in Aachen
- Kurt Schwerdt (1919–2007), Oberleutnant der Wehrmacht, Rechtsanwalt und Bürgermeister a. D. der hessischen Stadt Biedenkopf